# 더무스 아쿠아티쿠스
더무스 아쿠아티쿠스(Thermus aquaticus, T. aquaticus)는 이상구균-서열균류(Deinococcus–Thermus) 그룹에 속하는 호열성 세균 중 하나로 고온을 견딜 수 있는 세균이다. 중합효소 연쇄 반응 (PCR)기술에 사용되기 때문에 분자생물학에서 가장 중요한 효소 중 하나인 내열성 Taq 중합효소의 근원이다.

## 역사

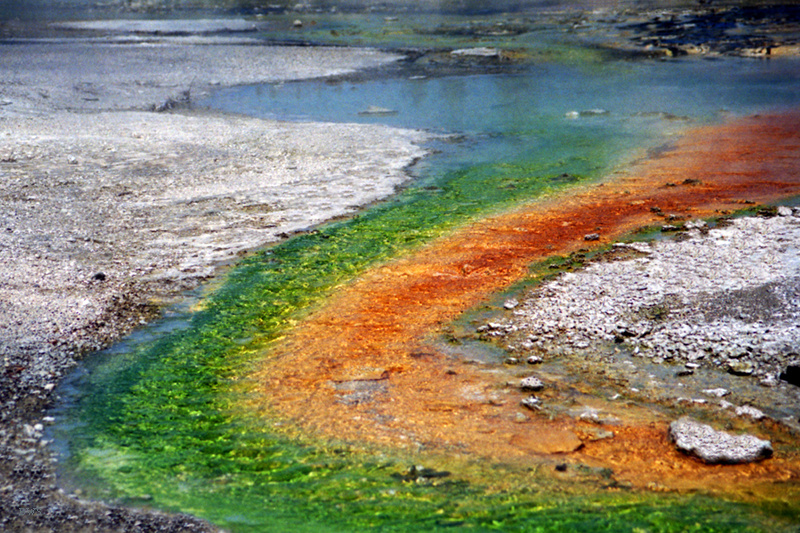
옐로 스톤 국립 공원의 조류(algae)와 세균(bacteria)가 있는 온천

1960년대에 온천에서 생물학적 유기체에 대한 연구가 시작되었을 때 과학자들은 고온성 세균의 수명이 약 55 °C (131 °F) 이상의 온도에서 지속될 수 없다고 생각했다. 그러나 곧 다른 샘에는 많은 세균이 생존할뿐만 아니라 더 높은 온도에서도 번성한다는 사실이 밝혀졌다. 1969년 인디애나 대학 블루밍턴의 토마스 블록 (Thomas D. Brock)과 허드슨 프리즈 (Hudson Freeze)는 더무스 아쿠아티쿠스(Thermus aquaticus)라고 명명한 새로운 호열성 세균 종을 보고했다. 이 박테리아는 옐로스톤 국립공원 (Yellowstone National Park)의 머쉬룸 샘(Mushroom Spring)에서 처음 분리되었으며, 그 이후로 전 세계의 유사한 열 서식지에서 발견되었다.

## 생물학
더무스 아쿠아티쿠스는 65~70 °C에서 가장 잘 성장한다. 그러나 50 °C에서 80 °C의 온도에서도 생존 할 수 있다. 세포 외 및 세포 내 단백질 가수 분해 효소와 펩타이드 가수 분해 효소뿐만 아니라 세포막을 가로지르는 아미노산 및 올리고 펩타이드에 대한 수송 단백질에 의해 입증된 바와 같이 주로 환경에서 단백질을 청소한다. 이 세균은 화학 합성 생물(chemotroph)이다. 이는 화학 합성을 통해 에너지를 얻는다는 뜻이다. 그러나 이상적인 환경을 공유하는 남세균의 온도 범위와 다소 겹치기 때문에 때때로 공생으로 살아가며 광합성을 통해 성장 에너지를 얻는다. 더무스 아쿠아티쿠스는 일반적으로 호기성 호흡을 하지만, 균주 중 하나인 Thermus aquaticus Y51MC23은 혐기성으로 자랄 수 있다.
더무스 아쿠아티쿠스의 유전 물질은 하나의 염색체와 네 개의 플라스미드로 구성되어 있으며, 완전한 게놈 시퀀싱을 통해 수많은 유전자좌에서 CRISPR 유전자가 밝혀졌다.

## 형태
더무스 아쿠아티쿠스는 일반적으로 직경 0.5μm에서 0.8μm의 원통형 모양이다. 짧은 막대 모양의 길이는 5μm에서 10μm이다. 긴 필라멘트 모양은 길이가 크게 변하고 경우에 따라 200μm을 초과한다. 더무스 아쿠아티쿠스는 막대 모양으로 응집하는 경향을 보인다. 여러 개체의 연합은 직경 10μm에서 20μm의 구형체를 형성하며, 이는 로턴드 바디(rotund body)라고도 불린다. 이 군체는 이전에 생각했던 것처럼 세포 외피 또는 외막 구성 요소로 구성되지 않은 대신 개조된 펩티도글리칸 세포벽으로 만들어져 있다. 더무스 아쿠아티쿠스의 생존에 있어 그들의 정확한 기능은 아직 알려지지 않았지만 일시적인 음식과 뉴클레오타이드 저장을 포함하는 것으로 보거나, 콜로니의 부착과 조직화에 역할을 할 수도 있다는 이론이 있다.

## T. aquaticus의 효소
더무스 아쿠아티쿠스는 Taq 중합효소의 공급원으로 유명하다.
세포 배양에서 성장할 수 있는 이 극한의 호열성 박테리아에 대한 연구는 처음에는 고온에서 단백질 효소가 호열균에서 기능할 수 있는 방법을 이해하려는 시도에 집중되었다. 1970년 프리즈(Freeze)와 브록(Brock)은 더무스 아쿠아티쿠스의 열 안정성 알돌레이스를 설명하는 논문을 발표했다.

### RNA 중합 효소
1974년 T. aquaticus에서 분리된 최초의 중합 효소는 전사 과정에 사용된 DNA 의존 RNA 중합효소이다.

### TaqI 제한 효소
대부분의 분자생물학자들은 이 유기체로부터 유용한 제한효소를 분리했기 때문에 1970년대 후반 또는 1980년대 초에 더무스 아쿠아티쿠스를 알게되었다. Thermus aquaticus를 가리키는 용어 Taq의 사용은 현재 원래의 유기체 속과 종에서 파생된 Sal 및 Hin 같은 제한 효소 짧은 이름을 부여하는 관습에서 비롯되었다.

### DNA 중합효소 (Taq pol)
DNA 중합효소는 1976년 더무스 아쿠아티쿠스에서 처음으로 분리되었다. 이 내열성(최적 온도 72 °C, 95 °C에서도 변성되지 않음) DNA 중합효소에 대해 발견된 첫 번째 이점은 DNA 중합효소가 다른 공급원에서 얻을 수 있는 것보다 더 순수한 형태로 분리 할 수 있다는 것이다. 이후, 캐리 멀리스와 다른 연구자는 세투스 사(Cetus Corporation)에서 중합효소 연쇄 반응의 짧은 DNA 세그먼트 증폭 과정에서 사이클마다 DNA 변성(denaturation)단계 다음에 대장균 중합효소를 추가할 필요가 없게끔 하는 효소를 발견했다. 그 효소는 클론을 만들고, 시퀀스하고, 변형하여 상업적 판매를 위해 대량으로 생산되었다. 1989년 사이언스(Science)에서는 Taq 중합 효소를 최초의 올해의 분자로 선정했다. 1993년, 캐리 멀리스 박사는 PCR로 노벨상을 수상했다.

### 기타 효소
더무스 아쿠아티쿠스의 높은 최적 온도는 연구자들이 다른 효소가 활동을 잃는 조건에서 반응을 연구할 수 있도록 해 주었다. 이 유기체에서 분리된 다른 효소로는 DNA 연결 효소 (DNA Ligase), 알칼리성 인산화효소 (Alkaline phosphatase), NADH 산화 효소 (NADH oxidase), 아이소시트르산 탈수소효소 (Isocitrate dehydrogenase), 아밀로말테이스 (Aamylomaltase) 및 과당 1,6-다이포스페이트 의존 L-젖산 탈수소효소가 있다.

## 같이 보기
- 생명공학기술
- 간헐천